# Костел Святої Варвари (Гданськ)
Костел Святої Варвари в Гданську (пол. Kościół św. Barbary w Gdańsku) — історична будівля, парафіяльна церква, побудована в готичному стилі у центрі Гданська. З середини XVI століття до 1945 року — протестантський храм.

## Опис будівлі
Храм має довжину 36 м, ширину 18 м, висоту 10 м. Загальна площа становить 648 м². Над церквою височить 40-метрова вежа. Три бронзових дзвони, розміщені в ній, були подаровані вотчиною священників Магдебурзької діоцезії.
Нова стіна, створена після знесення південного проходу, прикрашена сучасними вітражами гданської художниці Барбари Массальської. Декор пресбітерію також сучасний. Костел прикрашено сімома історичними скульптурами, подарованими Національним музеєм Гданська.

## Історична довідка
- 1387 — за містом Гданськ була побудована лікарня для інфекційних хворих з каплицею святої Варвари (т. зв. Варвара-Капела). З її північного боку, між сучасними вулицями Długie Ogrody і św. Barbary, було закладено невелике лікарняне кладовище[3] (нім. St. Barbara-Kirchhof).
- 1436 — Каплиця святої Варвари була відновлена.
- 1456 — Рішенням єпископа Куявського Яна Грущинського від 28 січня лікарняна каплиця святої Варвари підвищена до звання парафіяльної церкви (однієї з шести в Гданську), в якій було засновано церковно-парафіяльну школу.
- 1485—1489 — Відбувається розширення церкви.
- 1499 — Церква згоріла. Пожежі знищили її двічі: в 1537 і 1545 роках. Пізніше вона була перебудована та укріплена контрфорсами.
- 1557 — Після реконструкції, завдяки змінам релігійних поглядів серед жителів Гданська, храм перетворився у лютеранську церкву.
- 1613—1620 — Церковна вежа увінчана куполом у стилі епохи Відродження. Тоді ж її прикрасили годинником, встановленим у 1613 році.
- Кінець XVI століття — Органістом церкви був композитор Петро Друсинський.
- 1726—1728 — До будівлі з південного боку добудували додаткову наву в стилі бароко.
- 1746—1747 — Видатний гданський органний майстер Андреас Гільдебрандт створив 39-звучні музичні інструменти — органи.
- 1788 — Школа при церкві святої Варвари перейшла на навчання з латинської мови на німецьку.
- Кінець XVIII століття — Після того, як церковне кладовище було переповнене захороненнями й закрите близько 1800 року, було засновано невелике протестантське кладовище площею близько 0,5 га (закрите після відкриття цвинтаря в районі Седльце біля вулиць Zakopiańskiej і Bema в 1869 році, офіційно закрите в 1945 році)[4][5].
- 1806—1807 — Під час Наполеонівських воєн в церкві розміщувалися військовий госпіталь та склади.
- 1813 — Церква була серйозно пошкоджена під час облоги Гданська.
- 1945 — В результаті військових дій стіни, всі верхні поверхи вежі і дах обвалилися; цінні музичні інструменти — органи — також були знищені.
- 1956 — Початок реконструкції церкви.
- 1959 — Храм передано католицькій церкві.
- 1961 — Церква була перебудована без південної нави.
- 30 березня 1968 — Відновлення римсько-католицької парафії[6].
- 1969 — Парафія отримала у дар від німецьких католиків три бронзових дзвони.
- 1972 — Реконструйовано вежу церкви.
- 1975 — Встановлення вітражів за проектом Барбари Массальської.
- 1987 — Ремонт інтер'єра, укладення підлоги.
- 1988 — Відновлення 4 вітражів.
- 1994 — Покращено дизайн інтер'єру за допомогою стильних освітлювальних приладів, зокрема, бра.
- 1999 — Встановлено новий орган з 16 звуками авторства майстра-органіста Єжи Курецьки з Козьмина[7].
- Червень 2010 — У будівлі облаштували зовнішнє освітлення[8].

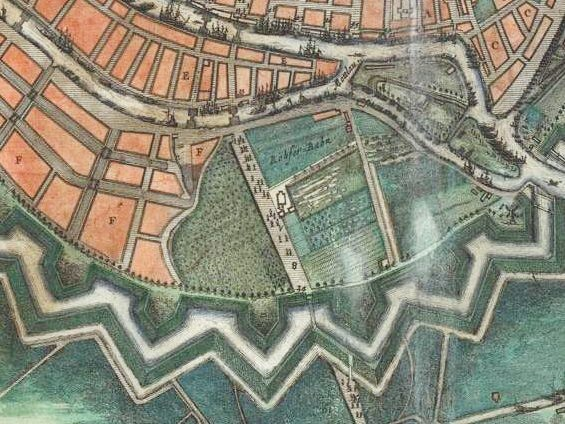
Костел із ще нерозбудованою прилеглою територією, карта 1687 року
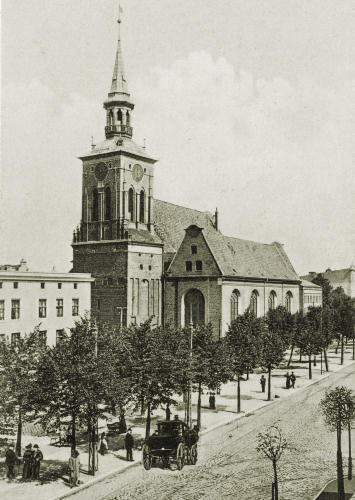
Костел із південним нефом, близько 1890 року
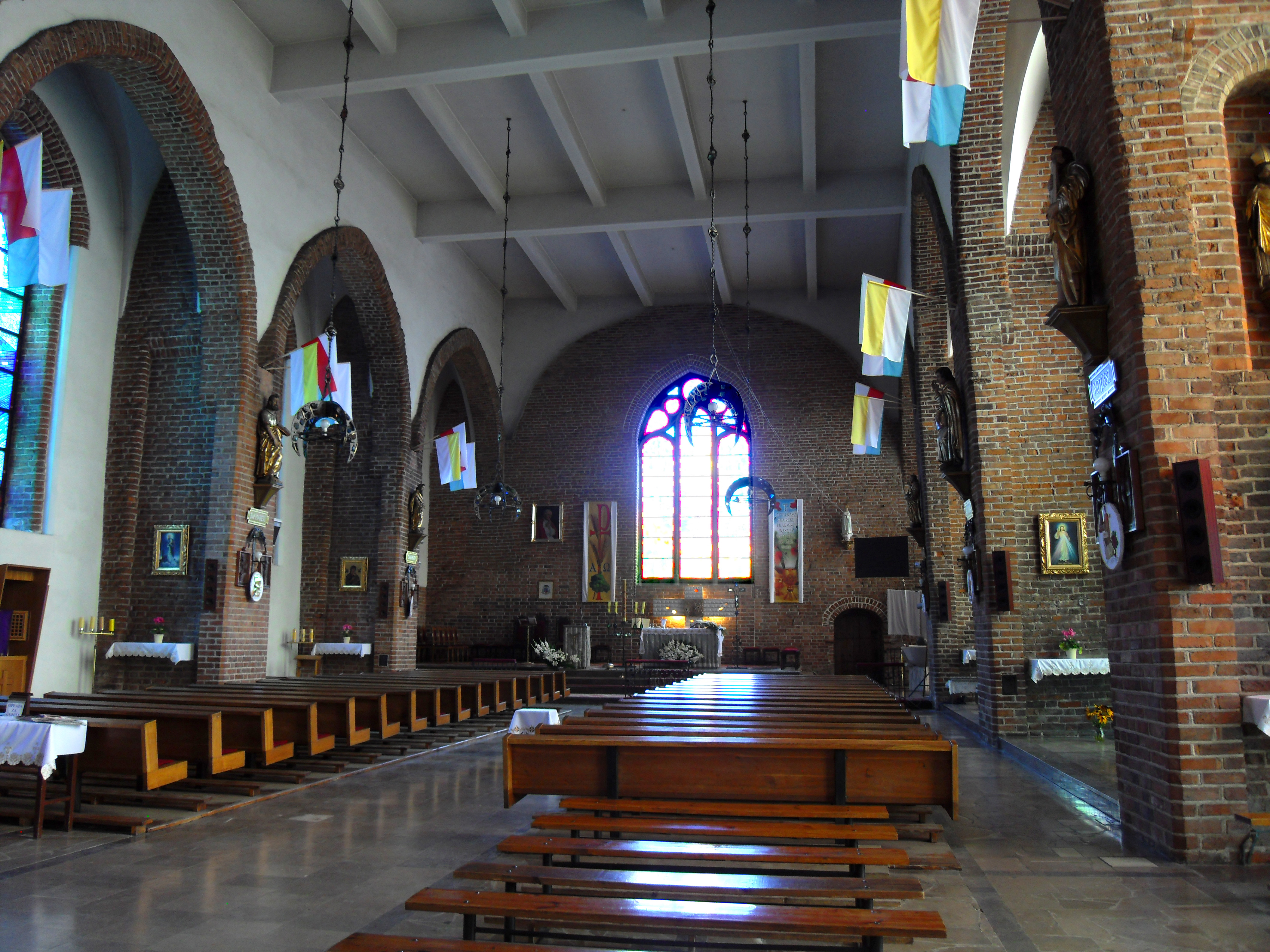
Інтер'єр храму сьогодні